# Латур, Филипп де Торси
Филипп де Торси (фр. Philippe de Torcy; ум. в феврале 1652, Аррас), маркиз де Латур — французский генерал.

## Биография
Сын Луи де Торси, сеньора де Рюэля, и Сюзанны де Буленвилье.
Сеньор де Ла-Тур, Линдбёф и Рюэль.
В 1624 году был назначен губернатором Партене.
17 ноября 1625 года был ранен в бою при деблокировании Веруи, осажденной войсками герцога де Ферии. Патентом от 8 февраля 1628 набрал пехотный полк, с которым служил в Италии.
В 1629 году участвовал в атаке Сузского перевала, в 1630-м в оказании помощи Казале, бою у Вейяно и на Кариньянском мосту. После вступления Франции в Тридцатилетнюю войну в 1635 году принимал участие в осаде Валенцы и служил в Италии до 22 июня 1636, когда его полк был распущен.
В 1640 году стал губернатором Казале.
Кампмаршал (10.04.1641), участвовал в осадах и взятии Ла-Басе и Бапома. 17 ноября 1641, после смерти Сен-Прёя, был назначен губернатором недавно завоеванного Арраса.
Генерал-лейтенант (20.09.1650), участвовал в деблокировании Гюиза, осажденного войсками Леопольда Вильгельма, взятии Ретеля 14 декабря 1650 и Ретельском сражении, после чего вернулся в свое губернаторство.

## Семья
1-я жена (контракт 29.11.1621): Сюзанна д'Юмьер (1584—1644), дочь Адриена д'Юмьера, сеньора де Витермона, губернатора Сен-Кантена, и Анн Леру, вдова Антуана де Монзюра, сеньора де Гемикура
2-я жена (контракт 6.09.1646): Сильви-Анжелика де Лопиталь (ум. 4.05.1706), дочь Жака де Лопиталя, сеньора де Сент-Мезина, и Клер Барийон. В браке был единственный сын:
- Антуан-Филибер (1648—11.12.1721), барон де Латур, называемый маркизом де Торси. Жена: 1) (1680): Мари Франсуаза Элизабет де л’Опиталь; 2) (1699): Анн-Мари-Женевьева Руо де Гамаш